# František Wesselényi
František Wesselényi z Hadadu (slovensky Vešeléni; historickým pravopisem i Wesselini; v moderní maďarštině Wesselényi Ferenc; 1605, Slovenská Ľupča – 27. března 1667 tamtéž) byl uherský šlechtic, podžupan, vojenský kapitán Horního Uherska a palatin Uherského království. Byl jedním vůdců „Wesselényiho“ protihabsburského spiknutí.

## Život

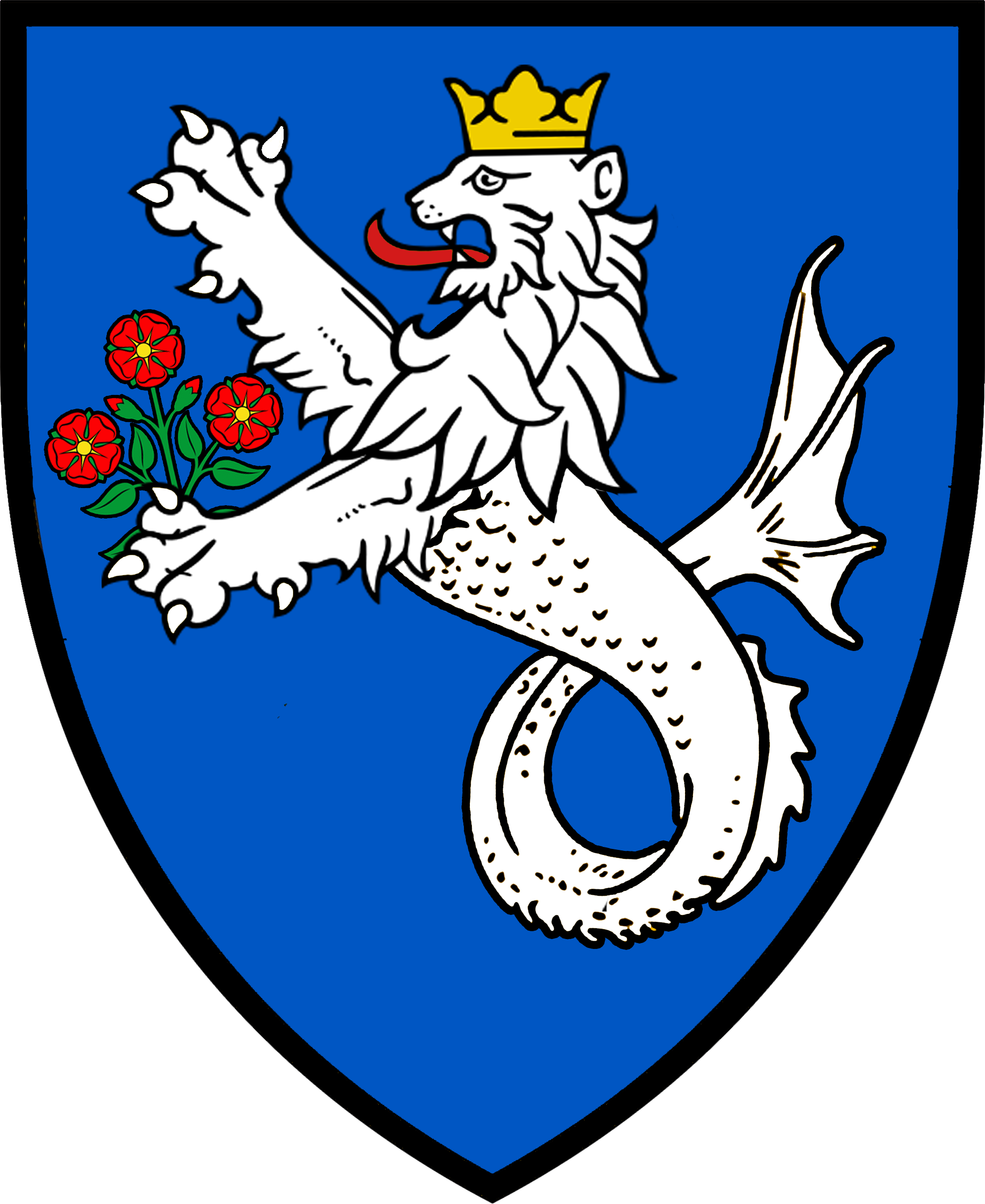
Erb rodu Wesselényiů

Narodil se roku 1605 v obci Slovenská Ľupča jako syn Štěpána Wesselényiho, který sloužil jako dvorní rada císaře Ferdinanda II. a jeho manželky Kateřiny, rod. Deršfiové. Měl bratra Mikuláše Wesselényiho, který vstoupil do řádu jezuitu a stal se filosofem.
Byl příslušníkem šlechtického rodu pocházejícího z Novohradu. Studoval na jezuitské Královské univerzitě v Trnavě, kde konvertoval na katolickou víru.
Sloužil v protiturecké armádě barona Tomáše Bosniaka z Veľkého Bielu a Šuran, svého tchána. V roce 1644 jej Ferdinand III. povýšil do hraběcího stavu a jmenoval do funkce kapitána Fiľakovského hradu, kde nahradil svého tchána. Kromě toho František rovněž podpořil uherskými oddíly polského krále Vladislava IV. v boji proti Rusům a Tatarům, za což byl odměněn polským panstvím a občanstvím.
V roce 1647 byl v hodnosti generála jmenován do funkce hlavního kapitána Horních Uher, a v této hodnosti se účastnl bojů třicetileté války proti Švédům a později proti sedmihradskému knížeti Jiřímu I. Rákóczimu.
v roce 1655 se stal palatinem, 1660 županem Gemerské a poté i Pešťské župy. V roce 1662 byl vyznamenán španělským Řádem zlatého rouna, roku 1664 byl povýšen do hraběcího stavu s predikátem z Hadad.
Byl vojenským velitelem v boji proti Turkům i Švédům a jejich spojencům. Stál v čele uherských magnátů při vystoupení proti Habsburkům (podle něj bylo nazváno Wesselényiho spiknutí). Zemřel však dříve, než mohl své záměry realizovat a dříve než byla činnost skupiny odhalena.
Pochován je v Muráni.

### Manželství a rodina
František Wesselényi byl třikrát ženatý:
1. první manželka - ?
2. Žofie Bošňáková (2. června 1609, Šurany - 28. dubna 1644), s níž měl dva syny
  1. Adam (1630-1656)
  2. Ladislav (* 1633)
3. Anna Marie Széchyová (1610 - 18. července 1679, Kőszeg)